# دوري أبطال آسيا 2013
دوري أبطال آسيا 2013 هي النسخة الثانية والثلاثون من البطولة الأهم لأندية كرة القدم الآسيوية التي ينظمها الاتحاد الآسيوي لكرة القدم (AFC)، والنسخة الحادية عشر من المسمى الحالي دوري أبطال آسيا. الفائز سوف يتأهل إلى كأس العالم للأندية لكرة القدم 2013.

## تخصيص المقاعد لكل اتحاد
وضع الاتحاد الآسيوي إجراءات لتحديد الاتحادات المشاركة وتخصيص عدد المقاعد، مع القيام بالتفتيش على الاتحادات المهتمة بالمشاركة في دوري أبطال آسيا الذي يتعين القيام به في عام 2012، على أن يتخذ القرار النهائي من قبل الاتحاد الآسيوي في نوفمبر 2012.
اقترحت المعايير التالية للمشاركة في دوري أبطال آسيا من قبل الاتحاد الآسيوي في يوليو 2012:
- على الاتحادات الوطنية أن تحقق ما لا يقل عن 600 نقطة من أصل 1000 وفقاً لنظام تقييم الاتحاد الآسيوي للتأهل للمشاركة.
- يتم تحديد المقاعد المخصصة لكل اتحاد بناء على نقاط التصنيف الخاصة بالاتحادات الأعضاء:
  - يحصل أعلى اتحادين من منطقتي الشرق والغرب على أربع مقاعد مباشرة لكل منهما.
  - تحصل الاتحاد الوطني صاحب المركز الثالث على ثلاثة مقاعد مباشرة ومقعد واحد في الملحق.
  - تحصل الاتحاد الوطني صاحب المركز الرابع على مقعدين ومقعد واحد في الملحق.
  - تحصل الاتحاد الوطني صاحب المركز الخامس على مقعد ومقعد واحد في الملحق.
  - تحصل الاتحادات الوطنية أصحاب المركز السادس، السابع والثامن على مقعد واحد في الملحق فقط لكل منهم.

في 29 نوفمبر 2012 اعتمدت اللجنة التنفيذية توزيع مقاعد نسخة 2013 من دوري أبطال آسيا. تم تخصيص ما مجموعه 35 مشارك (29 مقعد مباشر و6 مقاعد للملحق) على أساس تقييم الاتحاد الآسيوي، ولكن هذا التخصيص النهائي لمقاعد البطولة لم يتبع الاقتراح أعلاه بشكل كامل.
| تقييم دوري أبطال آسيا 2013 | تقييم دوري أبطال آسيا 2013       |
| -------------------------- | -------------------------------- |
|                            | يفي بالمعايير (> 600 نقطة)       |
|                            | لم يف بالمعايير، لكن أعطي مقاعد  |
|                            | لم يفي بالمعايير، ولم يعطى مقاعد |

| ترتيب | الاتحاد العضو            | النقاط | مقاعد         | مقاعد  | مقاعد               |
| ترتيب | الاتحاد العضو            | النقاط | دور المجموعات | الملحق | كأس الاتحاد الآسيوي |
| ----- | ------------------------ | ------ | ------------- | ------ | ------------------- |
| 1     | المملكة العربية السعودية | 860.5  | 4             | 0      | 0                   |
| 2     | قطر                      | 838.2  | 4             | 0      | 0                   |
| 3     | إيران                    | 813.5  | 3             | 1      | 0                   |
| 4     | الإمارات                 | 750.2  | 2             | 2      | 0                   |
| 5     | أوزبكستان                | 680.8  | †2†           | 1      | 0                   |
| 6     | الهند                    | 106.4− | 0             | 0      | 2                   |
| 7     | الأردن                   | 128.7− | 0             | 0      | 2                   |
| مجموع | مجموع                    | مجموع  | †14†          | 4      | —                   |

| ترتيب | الاتحاد العضو  | النقاط | مقاعد         | مقاعد  | مقاعد               |
| ترتيب | الاتحاد العضو  | النقاط | دور المجموعات | الملحق | كأس الاتحاد الآسيوي |
| ----- | -------------- | ------ | ------------- | ------ | ------------------- |
| 1     | اليابان        | 946.8  | 4             | 0      | 0                   |
| 2     | كوريا الجنوبية | 886.6  | 4             | 0      | 0                   |
| 3     | الصين          | 796.7  | 4             | 0      | 0                   |
| 4     | أستراليا       | 567.0  | 1             | 1      | 0                   |
| 5     | تايلاند        | 177.2  | 1             | 1      | 0                   |
| 6     | سنغافورة       | 135.1− | 0             | 0      | 2                   |
| 7     | فيتنام         | 815.7− | 0             | 0      | 2                   |
| مجموع | مجموع          | مجموع  | †15†          | 2      | —                   |

ملاحظات
† أحد المشاركين من أوزبكستان في دور المجموعات تم نقله إلى منطقة شرق آسيا.

## الفرق المتأهلة
الفرق التالية تدخلت البطولة.
| فريق                                            | طريقة التأهل                                                                    | الظهور*                                         | آخر ظهور*                                       |
| مشاركين مباشرة في دور المجموعات (المجموعات A–D) | مشاركين مباشرة في دور المجموعات (المجموعات A–D)                                 | مشاركين مباشرة في دور المجموعات (المجموعات A–D) | مشاركين مباشرة في دور المجموعات (المجموعات A–D) |
| ----------------------------------------------- | ------------------------------------------------------------------------------- | ----------------------------------------------- | ----------------------------------------------- |
| الشباب                                          | بطل دوري المحترفين السعودي 2011–12                                              | السابع                                          | 2011                                            |
| الأهلي                                          | فائز كأس خادم الحرمين الشريفين للأبطال 2012 وصيف دوري المحترفين السعودي 2011–12 | السادس                                          | 2012                                            |
| الهلال                                          | ثالث دوري المحترفين السعودي 2011–12                                             | التاسع                                          | 2012                                            |
| الاتفاق                                         | رابع دوري المحترفين السعودي 2011–12                                             | الثالث                                          | 2012                                            |
| لخويا                                           | بطل دوري نجوم قطر 2011–12                                                       | الثاني                                          | 2012                                            |
| الغرافة                                         | فائز كأس أمير قطر 2012                                                          | الثامن                                          | 2012                                            |
| الجيش                                           | وصيف دوري نجوم قطر 2011–12                                                      | الأول                                           | لا شيء                                          |
| الريان                                          | ثالث دوري نجوم قطر 2011–12                                                      | الخامس                                          | 2012                                            |
| سباهان                                          | بطل دوري المحترفين الإيراني 2011–12                                             | التاسع                                          | 2012                                            |
| استقلال                                         | فائز كأس حذفي 2011–12 ثالث دوري المحترفين الإيراني 2011–12                      | السادس                                          | 2012                                            |
| تراكتورسازي                                     | وصيف دوري المحترفين الإيراني 2011–12                                            | الأول                                           | لا شيء                                          |
| العين                                           | بطل الدوري الإماراتي للمحترفين 2011–12                                          | الثامن                                          | 2011                                            |
| الجزيرة                                         | فائز كأس رئيس دولة الإمارات 2011–12                                             | الخامس                                          | 2012                                            |
| باختاكور                                        | بطل الدوري الأوزبكي 2012                                                        | الحادي عشر                                      | 2012                                            |
| مشاركين في ملحق التصفيات                        |                                                                                 |                                                 |                                                 |
| صبا قم                                          | رابع دوري المحترفين الإيراني 2011–12                                            | الثالث                                          | 2009                                            |
| النصر                                           | وصيف دوري المحترفين الإماراتي 2011–12                                           | الثاني                                          | 2012                                            |
| الشباب العربي                                   | ثالث دوري المحترفين الإماراتي 2011–12                                           | الثالث                                          | 2012                                            |
| لوكوموتيف طشقند                                 | ثالث الدوري الأوزبكي 2012                                                       | الأول                                           | لا شيء                                          |

| فريق                                            | طريقة التأهل                                                         | الظهور*                                         | آخر ظهور*                                       |
| مشاركين مباشرة في دور المجموعات (المجموعات E–H) | مشاركين مباشرة في دور المجموعات (المجموعات E–H)                      | مشاركين مباشرة في دور المجموعات (المجموعات E–H) | مشاركين مباشرة في دور المجموعات (المجموعات E–H) |
| ----------------------------------------------- | -------------------------------------------------------------------- | ----------------------------------------------- | ----------------------------------------------- |
| سانفريس هيروشيما                                | بطل دوري الدرجة الأولى الياباني 2012                                 | الثاني                                          | 2010                                            |
| كاشيوا ريسول                                    | فائز كأس الإمبراطور 2012                                             | الثاني                                          | 2012                                            |
| فيغالتا سنداي                                   | وصيف دوري الدرجة الأولى الياباني 2012                                | الأول                                           | لا شيء                                          |
| أوراوا رد دايموندز                              | ثالث دوري الدرجة الأولى الياباني 2012                                | الثالث                                          | 2008                                            |
| سيئول                                           | بطل الدوري الكوري الجنوبي 2012                                       | الثالث                                          | 2011                                            |
| بوهانغ ستيلرز                                   | فائز كأس الاتحاد الكوري الجنوبي 2012 ثالث الدوري الكوري الجنوبي 2012 | الخامس                                          | 2012                                            |
| جيونبوك هيونداي موتورز                          | وصيف الدوري الكوري الجنوبي 2012                                      | السابع                                          | 2012                                            |
| سوون سامسونغ بلووينغز                           | رابع الدوري الكوري الجنوبي 2012                                      | الخامس                                          | 2011                                            |
| غوانغزهو إفرغراند                               | بطل دوري السوبر الصيني 2012 فائز كأس الاتحاد الصيني 2012             | الثاني                                          | 2012                                            |
| جيانغسو ساينتي                                  | وصيف دوري السوبر الصيني 2012                                         | الأول                                           | لا شيء                                          |
| بكين غوان                                       | ثالث دوري السوبر الصيني 2012                                         | الخامس                                          | 2012                                            |
| غويزهو رينهي                                    | رابع دوري السوبر الصيني 2012                                         | الأول                                           | لا شيء                                          |
| بونيودكور†                                      | فائز كأس أوزبكستان 2012 وصيف الدوري الأوزبكي 2012                    | السادس                                          | 2012                                            |
| سنترال كوست مارينرز                             | فائز الموسم الاعتيادي لدوري الدرجة الأولى الأسترالي 2012             | الثالث                                          | 2012                                            |
| موانغ ثونغ يونايتد                              | بطل الدوري التايلاندي الممتاز 2012                                   | الثالث                                          | 2011                                            |
| مشاركين في ملحق التصفيات                        |                                                                      |                                                 |                                                 |
| بريزبان رور                                     | بطل نهائي دوري الدرجة الأولى الأسترالي 2012                          | الثاني                                          | 2012                                            |
| بوريرام يونايتد                                 | فائز كأس الاتحاد التايلاندي 2012                                     | الثالث                                          | 2012                                            |

ملاحظات
* تحسب عدد مرات الظهور وآخر ظهور فقط تلك التي منذ موسم 2002–03 (بما في ذلك الأدوار التأهيلية)، عندما أعيد تسمية المسابقة بدوري أبطال آسيا.
† أحد المشاركين من أوزبكستان في دور المجموعات تم نقله إلى منطقة شرق آسيا.

## الجدول
الجدول الزمني للمسابقة على النحو التالي.
| مرحلة              | الدور            | موعد القرعة                         | المباراة الأولى      | المباراة الثانية     |
| ------------------ | ---------------- | ----------------------------------- | -------------------- | -------------------- |
| الملحق             | النهائي          | 6 ديسمبر 2012 (كوالالمبور، ماليزيا) | 9 فبراير 2013        | 9 فبراير 2013        |
| دور المجموعات      | جولة المباريات 1 | 6 ديسمبر 2012 (كوالالمبور، ماليزيا) | 26–27 فبراير 2013    | 26–27 فبراير 2013    |
| دور المجموعات      | جولة المباريات 2 | 6 ديسمبر 2012 (كوالالمبور، ماليزيا) | 12–13 مارس 2013      | 12–13 مارس 2013      |
| دور المجموعات      | جولة المباريات 3 | 6 ديسمبر 2012 (كوالالمبور، ماليزيا) | 2–3 أبريل 2013       | 2–3 أبريل 2013       |
| دور المجموعات      | جولة المباريات 4 | 6 ديسمبر 2012 (كوالالمبور، ماليزيا) | 9–10 أبريل 2013      | 9–10 أبريل 2013      |
| دور المجموعات      | جولة المباريات 5 | 6 ديسمبر 2012 (كوالالمبور، ماليزيا) | 23–24 أبريل 2013     | 23–24 أبريل 2013     |
| دور المجموعات      | جولة المباريات 6 | 6 ديسمبر 2012 (كوالالمبور، ماليزيا) | 30 أبريل–1 مايو 2013 | 30 أبريل–1 مايو 2013 |
| مرحلة خروج المغلوب | دور الستة عشر    | 6 ديسمبر 2012 (كوالالمبور، ماليزيا) | 14–15 مايو 2013      | 21–22 مايو 2013      |
| مرحلة خروج المغلوب | ربع النهائي      | يعلن لاحقاً                          | 21 أغسطس 2013        | 18 ديسمبر 2013       |
| مرحلة خروج المغلوب | نصف النهائي      | يعلن لاحقاً                          | 25 سبتمبر 2013       | 2 أكتوير 2013        |
| مرحلة خروج المغلوب | النهائي          | يعلن لاحقاً                          | 25 أو 26 أكتوبر 2013 | 8 أو 9 نوفمبر 2013   |

### تغييرات الشكل
التغييرات التالية طرأت على شكل المسابقة مقارنة مع السنة الماضية: 
- لم يعد ينتقل الخاسرين بملحق التصفيات في دوري أبطال آسيا إلى كأس الاتحاد الآسيوي.
- تقام مباريات دور الستة عشر من مبارتين بنظام الذهاب والإياب بدلاً من مباراة واحدة.[1]
- يلعب النهائي من مباراتين بنظام الذهاب والإياب بدلاً من مباراة واحدة.[1] على أن يعاد النظر بشكل المباراة النهائية في النسخ المقبلة.

## ملحق التصفيات
أقيمت قرعة ملحق التصفيات يوم 6 ديسمبر 2012.
تلعب كل مواجهة في مباراة واحدة، وتم اللجوء إلى وقت إضافي وركلات ترجيحية لتحديد الفائز إذا لزم الأمر. تأهل الفائز من كل مباراة إلى دور المجموعات.
| فريق 1          | نتيجة                   | فريق 2          |
| منطقة غرب آسيا  | منطقة غرب آسيا          | منطقة غرب آسيا  |
| --------------- | ----------------------- | --------------- |
| صبا قم          | 1–1 (ب.و.إ.) (3–5 ج.)   | الشباب          |
| النصر           | 3–2                     | لوكوموتيف طشقند |
| منطقة شرق آسيا  |                         |                 |
| بوريرام يونايتد | 0–0 (ب.و.إ.) (3–0 ج.) 1 | بريزبان رور     |

ملاحظات
ملاحظة 1: كان بريزبان رور قد منح أفضلية اللعب على أرضه عقب القرعة الأصلية، ولكن تم تحويل المباراة لاحقاً بحيث يستيضفها بوريرام يونايتد وفقاً لاتفاق بين الفريقين بسبب إعادة جدولة المباراة من الموعد الأصلي.

## دور المجموعات
أقيمت قرعة دور المجموعات يوم 6 ديسمبر 2012. تم تقسيم الفرق الـ32 على ثماني مجموعات من أربعة. الفرق التي تنتمي لنفس البلد لن تقع في نفس المجموعة. كل مجموعة تلعب على أساس الدوري المشترك بنظام الذهاب والإياب. يتم ترتيب الفرق وفقاً للنقاط (3 نقاط للفوز، نقطة واحدة للتعادل، 0 من نقاط للخسارة) والمعايير الظاهرة في الترتيب التالي:
1. أكبر عدد من النقاط التي حصل عليها في مباريات المجموعة بين الفرق المعنية
2. فارق الأهداف الناتج من مباريات المجموعة بين الفرق المعنية
3. أكبر عدد من الأهداف المسجلة في مباريات المجموعة بين الفرق المعنية (قانون الأهداف خارج القواعد لا ينطبق)
4. فارق الأهداف في جميع مباريات المجموعة
5. أكبر عدد من الأهداف المسجلة في جميع مباريات المجموعة
6. ركلات ترجيح من علامة الجزاء إذا كان فقط اثنين من هذه الفرق المعنية، وكلاهما على ميدان اللعب
7. أقل نتيجة محتسبة وفقا لعدد من البطاقات الصفراء والحمراء التي اشهرت في مباريات المجموعة (نقطة 1 لكل بطاقة صفراء و3 نقاط لكل بطاقة حمراء نتيجة لاثنين من البطاقات صفراء و3 نقاط عن كل بطاقة حمراء مباشرة، و4 نقاط لكل بطاقة صفراء تتبعها بطاقة حمراء مباشرة)
8. سحب القرعة

يتأهل الفائز والوصيف من كل مجموعة إلى دور الستة عشر.

### المجموعة الأولى
| فريق         | لعب | ف | ت | خ | له | عليه | ف.أ | نقاط |
| ------------ | --- | - | - | - | -- | ---- | --- | ---- |
| الشباب       | 6   | 4 | 1 | 1 | 7  | 5    | +2  | 13   |
| الجيش        | 6   | 3 | 2 | 1 | 14 | 9    | +5  | 11   |
| الجزيرة      | 6   | 1 | 2 | 3 | 7  | 10   | −3  | 5    |
| تراكتور سازي | 6   | 1 | 1 | 4 | 8  | 12   | −4  | 4    |

|             | الجزيرة | الشباب | الجيش | تراكتور |
| ----------- | ------- | ------ | ----- | ------- |
| الجزيرة     | —       | 1–1    | 1–3   | 2-0     |
| الشباب      | 2-1     | —      | 2–0   | 1–0     |
| الجيش       | 3–1     | 3–0    | —     | 3–3     |
| تراكتورسازي | 3–1     | 0–1    | 2–4   | —       |

### المجموعة الثانية
| فريق           | لعب | ف | ت | خ | له | عليه | ف.أ | نقاط |
| -------------- | --- | - | - | - | -- | ---- | --- | ---- |
| لخويا          | 6   | 3 | 2 | 1 | 10 | 7    | +3  | 11   |
| الشباب         | 6   | 3 | 0 | 3 | 8  | 9    | −1  | 9    |
| الاتفاق        | 6   | 2 | 1 | 3 | 6  | 5    | +1  | 7    |
| باختاكور طشقند | 6   | 2 | 1 | 3 | 6  | 9    | −3  | 7    |

|               | الاتفاق | الشباب  | لخويا    | باختاكور |
| ------------- | ------- | ------- | -------- | -------- |
| الاتفاق       | —       | 9 أبريل | 0–0      | 24 أبريل |
| الشباب العربي | 3 أبريل | —       | 24 أبريل | 0–1      |
| لخويا         | 1 مايو  | 2–1     | —        | 3 أبريل  |
| باختاكور      | 1–0     | 1 مايو  | 9 أبريل  | —        |

### المجموعة الثالثة
| فريق          | لعب | ف | ت | خ | له | عليه | ف.أ | نقاط |
| ------------- | --- | - | - | - | -- | ---- | --- | ---- |
| الأهلي        | 6   | 4 | 2 | 0 | 16 | 8    | +8  | 14   |
| الغرافة       | 6   | 3 | 1 | 2 | 13 | 11   | +2  | 10   |
| سباهان أصفهان | 6   | 3 | 0 | 3 | 12 | 13   | −1  | 9    |
| النصر         | 6   | 0 | 1 | 5 | 7  | 16   | −9  | 1    |

|         | الأهلي   | الغرافة  | النصر    | سباهان   |
| ------- | -------- | -------- | -------- | -------- |
| الأهلي  | —        | 2–0      | 30 أبريل | 10 أبريل |
| الغرافة | 23 أبريل | —        | 10 أبريل | 3–1      |
| النصر   | 1–2      | 2 أبريل  | —        | 23 أبريل |
| سباهان  | 2 أبريل  | 30 أبريل | 3–0      | —        |

### المجموعة الرابعة
| فريق          | لعب | ف | ت | خ | له | عليه | ف.أ | نقاط |
| ------------- | --- | - | - | - | -- | ---- | --- | ---- |
| استقلال طهران | 6   | 4 | 1 | 1 | 11 | 5    | +6  | 13   |
| الهلال        | 6   | 4 | 0 | 2 | 10 | 6    | +4  | 12   |
| العين         | 6   | 2 | 0 | 4 | 6  | 9    | −3  | 6    |
| الريان        | 6   | 1 | 1 | 4 | 7  | 14   | −7  | 4    |

|         | العين    | الهلال   | الريان   | استقلال  |
| ------- | -------- | -------- | -------- | -------- |
| العين   | —        | 3–1      | 3 أبريل  | 30 أبريل |
| الهلال  | 23 أبريل | —        | 3–1      | 3 أبريل  |
| الريان  | 9 أبريل  | 30 أبريل | —        | 3–3      |
| استقلال | 2–0      | 9 أبريل  | 23 أبريل | —        |

### المجموعة الخامسة
| فريق            | لعب | ف | ت | خ | له | عليه | ف.أ | نقاط |
| --------------- | --- | - | - | - | -- | ---- | --- | ---- |
| سول             | 6   | 3 | 2 | 1 | 11 | 5    | +6  | 11   |
| بوريرام يونايتد | 6   | 1 | 4 | 1 | 6  | 6    | 0   | 7    |
| جيانغسو سونينغ  | 6   | 2 | 1 | 3 | 5  | 10   | −5  | 7    |
| فيغالتا سنداي   | 6   | 1 | 3 | 2 | 5  | 6    | −1  | 6    |

|                 | بوريرام | سيئول    | جيانغسو  | فيغالتا  |
| --------------- | ------- | -------- | -------- | -------- |
| بوريرام يونايتد | —       | 0–0      | 10 أبريل | 24 أبريل |
| سيئول           | 1 مايو  | —        | 5–1      | 2 أبريل  |
| جيانغسو ساينتي  | 2 أبريل | 24 أبريل | —        | 0–0      |
| فيغالتا سنداي   | 1–1     | 10 أبريل | 1 مايو   | —        |

### المجموعة السادسة
| فريق                    | لعب | ف | ت | خ | له | عليه | ف.أ | نقاط |
| ----------------------- | --- | - | - | - | -- | ---- | --- | ---- |
| غوانغجو إفرغراند تاوباو | 6   | 3 | 2 | 1 | 14 | 5    | +9  | 11   |
| جونبك هيونداي موتورز    | 6   | 2 | 4 | 0 | 10 | 6    | +4  | 10   |
| أوراوا رد دايموندز      | 6   | 3 | 1 | 2 | 11 | 11   | 0   | 10   |
| موانغتونغ يونايتد       | 6   | 0 | 1 | 5 | 4  | 17   | −13 | 1    |

|                        | غوانغزهو | جيونبوك | موانغ ثونغ | أوراوا  |
| ---------------------- | -------- | ------- | ---------- | ------- |
| غوانغزهو إفرغراند      | —        | 1 مايو  | 3 أبريل    | 3–0     |
| جيونبوك هيونداي موتورز | 1–1      | —       | 24 أبريل   | 9 أبريل |
| موانغ ثونغ يونايتد     | 9 أبريل  | 2–2     | —          | 1 مايو  |
| أوراوا رد دايموندز     | 24 أبريل | 3 أبريل | 4–1        | —       |

### المجموعة السابعة
| فريق             | لعب | ف | ت | خ | له | عليه | ف.أ | نقاط |
| ---------------- | --- | - | - | - | -- | ---- | --- | ---- |
| بونيودكور        | 6   | 2 | 4 | 0 | 6  | 3    | +3  | 10   |
| بكين غوان        | 6   | 2 | 3 | 1 | 4  | 2    | +2  | 9    |
| بوهانغ ستيلرز    | 6   | 1 | 4 | 1 | 5  | 6    | −1  | 7    |
| سانفريس هيروشيما | 6   | 0 | 3 | 3 | 2  | 6    | −4  | 3    |

|                  | بكين     | بونيودكور | بوهانغ   | هيروشيما |
| ---------------- | -------- | --------- | -------- | -------- |
| بكين غوان        | —        | 10 أبريل  | 23 أبريل | 2–1      |
| بونيودكور        | 2 أبريل  | —         | 2–2      | 23 أبريل |
| بوهانغ ستيلرز    | 0–0      | 30 أبريل  | —        | 10 أبريل |
| سانفريس هيروشيما | 30 أبريل | 0–2       | 2 أبريل  | —        |

### المجموعة الثامنة
| فريق                  | لعب | ف | ت | خ | له | عليه | ف.أ | نقاط |
| --------------------- | --- | - | - | - | -- | ---- | --- | ---- |
| كاشيوا ريسول          | 6   | 4 | 2 | 0 | 14 | 4    | +10 | 14   |
| سنترال كوست مارينرز   | 6   | 2 | 1 | 3 | 5  | 9    | −4  | 7    |
| غويزهو رينهي          | 6   | 1 | 3 | 2 | 6  | 7    | −1  | 6    |
| سوون سامسونغ بلووينغز | 6   | 0 | 4 | 2 | 4  | 9    | −5  | 4    |

|                       | سنترال   | غويزهو   | كاشيوا   | سوون     |
| --------------------- | -------- | -------- | -------- | -------- |
| سنترال كوست مارينرز   | —        | 3 أبريل  | 30 أبريل | 0–0      |
| غويزهو رينهي          | 9 أبريل  | —        | 0–1      | 30 أبريل |
| كاشيوا ريسول          | 3–1      | 23 أبريل | —        | 9 أبريل  |
| سوون سامسونغ بلووينغز | 23 أبريل | 0–0      | 3 أبريل  | —        |

## مرحلة خروج المغلوب
في مرحلة خروج المغلوب، لُعب كل دور بنظام المواجهتين على أساس الذهاب والإياب. وتم استخدام قانون أهداف خارج القواعد، الوقت الإضافي (الأهداف خارج القواعد لا تطبق في الوقت الإضافي) وركلات الترجيح لتحديد الفائز إذا لزم الأمر.

### الفرق المتأهلة
| المجموعة       | الفائز                  | الوصيف               |
| منطقة غرب آسيا | منطقة غرب آسيا          | منطقة غرب آسيا       |
| -------------- | ----------------------- | -------------------- |
| A              | الشباب                  | الجيش                |
| B              | لخويا                   | الشباب               |
| C              | الأهلي                  | الغرافة              |
| D              | استقلال طهران           | الهلال               |
| منطقة شرق آسيا |                         |                      |
| E              | سول                     | بوريرام يونايتد      |
| F              | غوانغجو إفرغراند تاوباو | جونبك هيونداي موتورز |
| G              | بونيودكور               | بكين غوان            |
| H              | كاشيوا ريسول            | سنترال كوست مارينرز  |

### دور الستة عشر
يتم تحديد جدول مباريات دور الستة عشر استناداً لنتائج دور المجموعات، على أن يلعب الفائز من إحدى المجموعات مع وصيف المجموعة الأخرى. في كل مواجهة، يستضيف فائز المجموعة مباراة الإياب.
| الفريق الأول         | إجم.           | الفريق الثاني           | مباراة الذهاب  | مباراة الإياب  |
| منطقة غرب آسيا       | منطقة غرب آسيا | منطقة غرب آسيا          | منطقة غرب آسيا | منطقة غرب آسيا |
| -------------------- | -------------- | ----------------------- | -------------- | -------------- |
| الغرافة              | 1–5            | الشباب                  | 1–2            | 0–3            |
| الجيش                | 1–3            | الأهلي                  | 1–1            | 0–2            |
| الهلال               | 2–3            | لخويا                   | 0–1            | 2–2            |
| الشباب               | 2–4            | استقلال طهران           | 2–4            | 0–0            |
| منطقة شرق آسيا       |                |                         |                |                |
| بكين غوان            | 1–3            | سول                     | 0–0            | 1–3            |
| بوريرام يونايتد      | 2−1            | بونيودكور               | 2–1            | 0−0            |
| سنترال كوست مارينرز  | 1–5            | غوانغجو إفرغراند تاوباو | 1–2            | 0–3            |
| جونبك هيونداي موتورز | 2–5            | كاشيوا ريسول            | 0–2            | 2–3            |

### ربع النهائي
سوف تقام قرعة ربع النهائي، نصف النهائي، والنهائي بعد إكتمال دور الستة عشر.
| الفريق الأول            | إجم.    | الفريق الثاني   | مباراة الذهاب | مباراة الإياب |
| ----------------------- | ------- | --------------- | ------------- | ------------- |
| الأهلي                  | 1–2     | سول             | 1–1           | 0–1           |
| استقلال طهران           | 3–1     | بوريرام يونايتد | 1–0           | 2–1           |
| كاشيوا ريسول            | 3–3 (خ) | الشباب          | 1–1           | 2–2           |
| غوانغجو إفرغراند تاوباو | 6–1     | الدحيل          | 2–0           | 4–1           |

### نصف النهائي
| الفريق الأول | إجم. | الفريق الثاني           | مباراة الذهاب | مباراة الإياب |
| ------------ | ---- | ----------------------- | ------------- | ------------- |
| سول          | 4–2  | استقلال طهران           | 2–0           | 2–2           |
| كاشيوا ريسول | 1–8  | غوانغجو إفرغراند تاوباو | 1–4           | 0–4           |

### النهائي
| الفريق الأول | إجم.    | الفريق الثاني           | مباراة الذهاب | مباراة الإياب |
| ------------ | ------- | ----------------------- | ------------- | ------------- |
| سول          | 3–3 (خ) | غوانغجو إفرغراند تاوباو | 2–2           | 1–1           |

## وصلات خارجية
- الموقع الرسمي